# Менфи
Мѐнфи (на италиански: Menfi, на местния диалект се произнася по-близко до Мемфи) е град и община в Южна Италия.

## География
Градът е в провинция Агридженто на остров Сицилия. Население 12 897 жители към 30 септември 2009 г.